# نظرية السعة
نظرية السعة هي النهج النظري الذي جذب الباحثين من نظريات التصفية بدراسة كانيمان المنشورة في عام 1973 بعنوان "الانتباه والجهد" حيث افترض أن الانتباه محدود في السعة الكلية، وأن قدرة الشخص على أداء المهام المتزامنة تعتمد على مقدار "السعة" الذي تتطلبه المهام. ذهب الباحثون اللاحقون، مثل جونسون وهاينز (1978) ونافون وجوفر (1979)، إلى تطوير دراستهم بشكل أعمق استناداً إلى دراسة كانيمان.
استخدم شالوم فيش نظرية السعة التي طرحها كانيمان، تمامًا كما فعل آخرون في أبحاثهم، لنشر ورقة بحثية حول فهم الأطفال للمحتوى التعليمي على التلفزيون. إنها نظرية اتصال مبنية على نموذج يُستخدم لشرح وتوقع كيفية تعلم الأطفال من برامج التلفزيون التعليمية. يتم تشكيلها عن طريق دمج علم النفس الإدراكي والسعة المحدودة للذاكرة العاملة. يتم شرح الذاكرة العاملة على أنها تحتوي على موارد محدودة متاحة لمعالجة المعلومات الخارجية، وعندما تتجاوز الطلبات القدرات، فإن المواد لن تستفيد منها. يحاول النموذج شرح كيفية توزيع الموارد الإدراكية عندما يفهم الأفراد، خاصة الأطفال، كل من المحتوى التعليمي والسردي لبرنامج تعليمي. تشير نظرية السعة إلى أنه عندما يكون المحتوى التعليمي متعلقًا بالمحتوى السردي، فإن المصادر الاعتبارية تتنافس مع بعضها البعض على الموارد المحدودة في الذاكرة العاملة. ومع ذلك، عندما تكون المسافة بين المحتوى التعليمي والمحتوى السردي صغيرة، يتكامل العملين معًا بدلاً من المنافسة على الموارد، وبالتالي يمكن للفرد أن يفهم أكثر.

## ثلاثة عناصر أساسية لنموذج السعة
يتألف نموذج السعة من ثلاثة مكونات أساسية.
1. معالجة المحتوى السردي
2. معالجة المحتوى التعليمي
3. المسافة بين المحتوى السردي والتعليمي

### تجهيز المحتوى السردي
تقترح نظرية السعة أن المشاهدين التلفزيونيين سيقومون ببناء فهمهم للمحتوى السردي عن طريق الوصول إلى المعرفة السابقة واستخدام الاستنتاجات حول المواد الجديدة بناءً على التعرض السابق. أظهرت النظرية والأبحاث التجريبية أن الناس يستخدمون الذاكرة العاملة لمعالجة المعلومات اللازمة لمتابعة السرد أو الحبكة القصصية. نظرًا للطابع السمعي/بصري للتلفزيون، ستؤثر عوامل البرنامج الفردية على مقدار الطلب المستخدم. على سبيل المثال، ستتطلب مشهد عمل متسارع مزيدًا من الذاكرة العاملة لمتابعة الحدث بالمقارنة بحوار بطيء بين شخصيتين ربما. يمكن فهم ذلك بشكل أفضل عند تقسيمه إلى نوعين من السمات، وهي سمات المشاهد وسمات البرنامج.

### خصائص المشاهد
- معرفة المشاهد السابقة - إذا كان الفرد ملمًا بالمحتوى السردي، مثل معرفته بالشخصيات أو القصة، فسيكون الطلب الإدراكي منخفضًا وستتوفر مزيد من الذاكرة العاملة.
- مخطط القصة، القدرة على فهم المكونات الأساسية للقصة وتسلسل الأحداث سيساعد في التأثير على كمية الطلب الإدراكي المطلوب.[9]
- القدرات الإدراكية، الأفراد ذوو الذكاء العالي والقدرات الإدراكية الأعلى سيستخدمون المزيد من الموارد الإدراكية بشكل فعال عند ترميز السرد.[10][11]
- الاهتمام بالقصة، اهتمام المشاهد بالقصة سيؤثر على مدى التركيز على السرد، وبالتالي سيؤثر على كيفية توزيع الموارد.

### خصائص البرنامج
أظهرت الأبحاث التطويرية في فهم النصوص أن الأطفال الصغار يمكنهم استخدام المخططات لمعالجة القصص فقط عندما تكون منظمة ببساطة وتذكر بوضوح روابط السبب والنتيجة.
- تعقيد السرد، عدد الأحداث في القصة والعلاقات بينها ستؤثر على مقدار الذاكرة العاملة المطلوبة. أظهرت الدراسات أن الأطفال يعالجون القصص فقط عندما تكون بنيتها بسيطة وتظهر بوضوح روابط السبب والنتيجة. القصص الطويلة ذات السلاسل المعقدة ستزيد من الطلبات المطلوبة لمعالجتها.[12]
- هيكل القصة، القصص التي يتم بناؤها في أنماط معروفة بسهولة، مثل بداية ووسط ونهاية، أسهل في المتابعة، وبالتالي تقليل الطلب المطلوب.
- المعلومات الصريحة مقابل المستنتجة، سواء كانت المعلومات معروضة بشكل واضح أم إذا كانت أقل وضوحًا، مما يتطلب صنع استنتاجات حول السرد، سيؤثر على كمية المعالجة الإدراكية المطلوبة.

### معالجة المحتوى التعليمي
لم تحظَ معالجة المحتوى التعليمي بنفس الاهتمام الذي تلقاه معالجة المحتوى السردي. كثير من المبادئ التوجيهية في هذا القسم تم تطويرها استنادًا إلى التكهنات ثم تم التحقق منها من خلال الدراسات الحديثة. كما هو الحال مع المحتوى السردي، هناك سمات تأثير المفهومات وبرامجها التي تؤثر على الفهم.

### سمات المشاهد
- المعرفة السابقة بالمحتوى، على غرار معالجة المحتوى السردي، يمكن أن يقلل التعرض السابق للمعلومات التعليمية من كمية الذاكرة العاملة المطلوبة لمعالجة المعلومات عند الأطفال، وقد تبين أن هذا صحيح أيضًا لدى البالغين.
- الاهتمام بالمحتوى، سيكون المشاهدون قادرين على تخصيص مزيد من الموارد للمعلومات إذا كانوا مهتمين بالمحتوى. هذا اقترحته دراسة فحصت فهم الأطفال لمشكلات الرياضيات. أظهرت الدراسة أن فهم المعلومات كان معززًا إذا كان الطفل مهتمًا بالسياق السردي الذي حدث فيه المشكلة.[13]

### خصائص البرنامج
- وضوح العرض، درجة وضوح العرض تقلل من الموارد المطلوبة لمعالجة المعلومات.
- وضوح المحتوى، ما إذا كان المحتوى معروفًا بوضوح كمواد تعليمية أم إذا كان مخفيًا خلف السرد سيؤثر على كمية المعالجة الإدراكية.

### مسافة
المسافة هي المكون الأخير لهذا النموذج. تفصل فكرة المسافة هذا النموذج عن نماذج المعالجة المعرفية الأخرى مثل السعة المحدودة. يشير المصطلح إلى الدرجة التي يتم بها دمج المحتوى التعليمي في السرد. أطلقت ورشة عمل تلفزيون الأطفال على هذا المفهوم اسم «المحتوى على الحبكة». تُصف هذه الفكرة بشكل أفضل كدور المحتوى في سياق القصة أو الأحداث. المسافة ليست ثنائية، بل يُصف دورها بشكل أفضل بالطول، سواء كانت قصيرة أو طويلة.
- المسافة الصغيرة تشير إلى أن السرد والمحتوى التعليمي مرتبطان ببعضهما البعض، وأن المحتوى التعليمي مدمج بشكل تسببي في الحبكة القصصية.
- المسافة الكبيرة تشير إلى أن المحتوى التعليمي غير متورط في خط الحبكة ولا يساعد في تقديم القصة إلى الأمام. قد يظهر المحتوى التعليمي على مستويات منخفضة في هرم القصة.

فهم تأثير المسافة على عملية المعالجة سيشرح كيف يتنافس بعض المحتوى على الانتباه. المسافات الكبيرة ستتطلب مزيدًا من الموارد بسبب زيادة في التنافس، ومع ذلك الموارد محدودة. العملية المستخدمة لترميز وتخزين واسترجاع المحتوى السردي هي نفسها المستخدمة للمحتوى التعليمي. عندما يتداخل المحتوى السردي والتعليمي، يُعتبر ذلك مسافة صغيرة، مما يقلل من كمية التنافس على الموارد المحدودة. العملية المتوازية المسؤولة عن فهم المحتوى السردي والتعليمي تكمل بعضها بعضًا، مما يزيد من استبقاء المعلومات. - يتنبأ هذا النموذج بأن المحتوى التعليمي سيتم التركيز عليه بشكل أفضل عندما تكون المسافة عن السرد قصيرة، وقد تم تظهير ذلك في الدراسات السابقة.

## العوامل التي تؤثر على معالجة المحتوى السردي والتعليمي
هناك العديد من العوامل التي ستؤثر على معالجة المحتوى السردي والتعليمي.
- نضوج التفكير لدى الطفل، أظهرت الدراسات أن قدرات التفكير تتطور لدى الأطفال في أعمار مختلفة.
- التعرض السابق للمواد، إذا تعرض الطفل للمحتوى التعليمي من قبل، فإن الطلب الإدراكي سيكون أقل.
- تعقيد السمات الرسمية، كما تم ذكره سابقًا، يتيح التلفزيون فرصة تقديم العديد من السمات الصوتية والبصرية. أظهرت الدراسات أن ميزات مثل سرعة البرنامج قد تقلل من قدرات المعالجة.

## المبادئ الحاكمة
تتحكم هذه النظرية في عدة مبادئ رئيسية توضح توزيع الموارد بين نوعي المحتوى الاثنين.

### الهيمنة السردية
هذا المبدأ يشير إلى أن الأفضلية تُعطى لفهم المحتوى السردي على حساب المحتوى التعليمي في حالة تساوي الظروف. يحدث ذلك أساسًا عندما تكون المسافة بين المحتوى التعليمي والمحتوى السردي كبيرة. سيتم تخصيص الذاكرة العاملة أولاً للمحتوى السردي قبل المحتوى التعليمي. يعود هذا إلى حد كبير إلى حقيقة أن الناس عادةً ما يختارون محتوى التلفزيون بناءً على قيمته الترفيهية قبل قيمته التعليمية. ثانيًا، يتم عرض المحتوى السردي كالمحتوى الرئيسي أو "السطحي"، بينما يكون المحتوى التعليمي ثانويًا أو "عميقًا".

### التوافر النسبي للموارد
كل فرد سيكون لديه مستويات مختلفة من القدرة على الموارد. كما هو الحال مع أي نوع من المحتوى الذي يتعرض له الفرد، سيكون هناك دائمًا تنافس على الموارد. يمكن أن تزيد عدة عوامل من أو تقلل من الاحتياجات المطلوبة لمعالجة المحتوى، مثل الإيقاع، والرسوم البيانية، والصوت، وغيرها من ميزات الإنتاج. عندما يتطلب معالجة محتوى السرد لبرامج التعليم موارد عالية، ستكون هناك موارد أقل متاحة للمحتوى التعليمي. يمكن تقليل هذا الطلب لمعالجة كل من المصادر إذا كان المحتوى التعليمي والمحتوى السردي ذو صلة وثيقة.

### التخصيص الطوعي
الأفراد سيختارون وسائط الإعلام لتحقيق أهداف معينة. ونتيجة لذلك، قد يختار الفرد مشاهدة برنامج تعليمي ويحاول بشكل واعٍ توجيه مزيد من الموارد إلى المحتوى التعليمي بدلاً من المحتوى السردي. أظهرت الدراسات بشكل متسق أن سبب مشاهدة المشاهد يمكن أن يؤثر في أي مستوى سيتم استدعاؤه وفهم المحتوى السردي. أظهرت الأبحاث الإضافية باستخدام هذا النموذج أن الأمر نفسه قد ظهر في حالة المحتوى التعليمي. يجب أن يُفهم أن هذا النموذج لا يفترض أن الانتباه الموجه للمحتوى التعليمي سيؤدي إلى تخصيص المشاهد للموارد لصالح السرد.